# Головмох червонуватий
Головмох червонуватий (Bryum rubens) — вид мохів порядку головмохальних (Bryales).

## Поширення
Батьківщиною є Європа, Північна Америка, Африка, Австралія, Нова Зеландія.
Населяє порушений ґрунт, бетон; від низьких до помірних висот (0–1000 метрів).

## Характеристика
Рослини дрібні, червоно-зелені. Стебла 0.5–2 см. Листки головної розетки і новоутворень схожі, листя новоутворень дрібніше; дещо неправильно закручені до спотворених коли сухі, прямовисні коли вологі, яйцеподібні, слабо увігнуті, 1–2.5 мм; краї загнуті до середини листка, дистально чітко зубчасті; верхівка гостра. Спеціалізоване нестатеве розмноження ризоїдальними бульбами, малинові, від червоного до темно-червоного, (120)150–300 мкм. Вид дводомний. Коробочка поникла, від червоної до червоно-коричневої, циліндрична, 2–3 мм.